# Baloghy Mária
Baloghy Mária (Kassa, 1895. február 22. – Budapest, 1967. szeptember 3.) író, műfordító, középiskolai tanár, reformpedagógus, a gyárgondozónői képzés alapítója.

## Életrajza
Baloghy György jogász, igazságügyminiszter és Hrivnyák Mária második gyermeke. Nővére, Baloghy Márta (Márta Baloghy Teodonno) (Kassa, 1893. december 30. - Denver, 1984) író, zongoratanár.
Érettségi vizsgáját követően a Budapesti Kir. Magyar Tudományegyetem bölcsészettudományi karán folytatta tanulmányait, ahol középiskolai tanári képesítést szerzett. Nemes Aurélné Müller Mártával közösen indították el „Jövő Útjain" (1926-1939) című magyar nyelvű reformpedagógiai folyóiratot, melyet az Új Nevelés Világligája (New Education Fellowship) támogatott. Ennek a tanügyi folyóiratnak Baloghy Mária előbb szerkesztője, később felelős kiadója lett. A Budapesti Szociális Női Iskola igazgatójaként fontos szerepe volt a nők képzésének fejlesztésében. Az 1950-60-as években a Magyar Tudományos Akadémia munkatársaként dolgozott.

## Oktatói tevékenysége
A Nemesné Müller Márta által vezetett budapesti Családi Iskolában közösen dolgoztak. Az 1930-as évek elején megalapította a Budapesti Szociális Női Iskolát. Ennek keretében indította el 1932-ben az ún. „Kisanyák iskoláját”, más néven az „Egészségügyi és pedagógiai tanfolyam fiatal lányok és anyák számára” programot. Egy évvel később (1933-ban) pedig a gyárgondozónői tanfolyamot, mely a jelenlegi foglalkozás-egészségügyi szakápolói képzés elődjének tekinthető. 1944-ben a Magyar Királyi Állami Védőnői Intézet felkérésére a gyárgondozónő tevékenységével kapcsolatos ismeretek a védőnői tantervbe is beépítésre kerültek. Szintén ebben az évben az Iparügyi és Honvédelmi Minisztérium is felkérte a Honvédelmi Gondozói Tanfolyam megszervezésére.

## Szerkesztői tevékenysége
Az Athenaeum Irodalmi és Nyomdai Rt. munkatársaként számos gyermek- és ifjúsági irodalom szerkesztése kapcsolódik a nevéhez.
- „Magyar mesék" (1933)[5]
- „Babakönyv" (1935)[6]
- „A baba első képeskönyve" (1935)[7]
- „A baba második képeskönyve" (1935)[8]
- „Lányok könyve" (1940)[9]
- „Kislegények könyve" (1942)[10]

Az Athenaeum Irodalmi és Nyomdai Rt. tulajdonosával, Sárközi Györggyel együtt ő bízta meg Karinthy Frigyest a Micimackó lefordításával.

## Műfordítói munkássága
Arthur Ransome angol író Fecskék és Fruskák sorozatának több kötetét is ő fordította magyar nyelvre. Montgomery Florence a Gyermekszív rejtelmei című ifjúsági regényének fordítása is neki köszönhető.